# Radomsko
Pour les articles homonymes, voir Radomsko (homonymie).
Radomsko (prononciation [raˈdɔmskɔ]) est une ville de Pologne qui compte 50 399 habitants (au 16 avril 2008). C'est un chef-lieu de district (powiat) urbain et aussi de la gmina rurale de Radomsko de la voïvodie de Łódź.

## Situation géographique

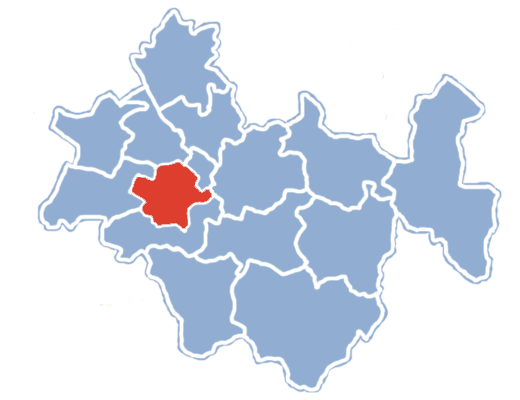
Position de la ville dans le powiat

Radomsko se trouve à 90 km au sud de Łódź, sur la rivière Radomka. La ville est traversée par d’importantes voies de communication : la route nationale 1 (future autoroute) et la ligne ferroviaire Varsovie-Vienne.

## Histoire
Au XIe siècle, un fort apparaît au carrefour entre la route du sel, partant de Bochnia vers la Grande-Pologne et la Mazovie, et la route reliant la Silésie à la Rus'. La première mention historique de Radomsko date de 1243. La ville reçoit les privilèges urbains en 1266 des mains de Lech II le Noir. En 1382 et en 1384, la ville accueille deux assemblées générales de la noblesse concernant la succession de Louis Ier de Hongrie. Au XIVe siècle, la ville devient le siège d’un district et, au XVe siècle, le siège d’un staroste. Le commerce et l'artisanat se développent.
Vers 1780, les Juifs sont autorisés à s’installer dans la ville, ce qui leur était interdit depuis 1643 (Privilegium de non tolerandis Judaeis). La ville devient alors un centre important du hassidisme.
En 1793, à la suite du deuxième partage de la Pologne, la ville est annexée par la Prusse. En 1807, elle rejoint le Duché de Varsovie créé par Napoléon. En 1815, elle est incorporée au Royaume du Congrès. En 1846, la ville est reliée au réseau ferroviaire. Très vite, l’industrie se développe.
En 1939, la ville compte 13 000 Juifs, soit 55 % de la population. Au début de la Seconde Guerre mondiale, les Allemands installent un camp de transit pour les prisonniers polonais. Par la suite, ils enferment environ 18 000 Juifs dans le ghetto. La plupart seront exterminés à Treblinka. La résistance est très active dans la ville qui est libérée par l’Armée rouge le 16 janvier 1945.

## Administration
De 1975 à 1998, la ville était attachée administrativement à l'ancienne voïvodie de Piotrków.
 
Depuis 1999, elle fait partie de la nouvelle voïvodie de Łódź.

## Économie
Radomsko est un centre industriel et de services.
- fabrication de meubles
- fabrications métalliques
- verrerie
- fabrication de machines
- entreprise de réparation d’outils médicaux
- prêt et réparation d’outillages
- habillement
- laiterie
- transformation des fruits et légumes
- production de farine
- imprimerie
- production d’engrais

## Monuments
- Monastère des Franciscains (1543)
- Église sainte Marie-Madeleine (XVIe siècle, XVIIIe siècle)
- Église saint Lambert (1869-1876)
- Hôtel de ville (1857)
- Église paroissiale saint Roch (1502)
- Cimetière juif (1829)

## Relations internationales

### Jumelages
- Makó (Hongrie)
- Kiryat-Bialik (Israël)
- Voznesensk (Ukraine)
- Lincoln (Royaume-Uni)

## Démographie
Données de 2010 :
| Description        | Total  | Total | Femmes | Femmes | Hommes | Hommes |
| ------------------ | ------ | ----- | ------ | ------ | ------ | ------ |
| Unité              | Nombre | %     | Nombre | %      | Nombre | %      |
| Population         | 48 220 | 100   | 25 265 | 52,4   | 22 955 | 47,6   |
| Densité [hab./km²] | 938    | 938   | 491    | 491    | 447    | 447    |

## Personnalités liées à la commune
- José Ber Gelbard, ministre argentin de l’Économie (1973-74)
- Mariusz Czerkawski (né en 1972), joueur de hockey sur glace
- Zbigniew Dłubak (1921–2005), artiste
- Janusz Łęski (né en 1930), directeur de film et scénariste
- Władysław Reymont (1867–1925), romancier et prix Nobel de littérature
- Tadeusz Różewicz (1921–2014), poète  et lauréat du Golden Wreath Awards (Strużańskie wieczory poezji)

## Galerie

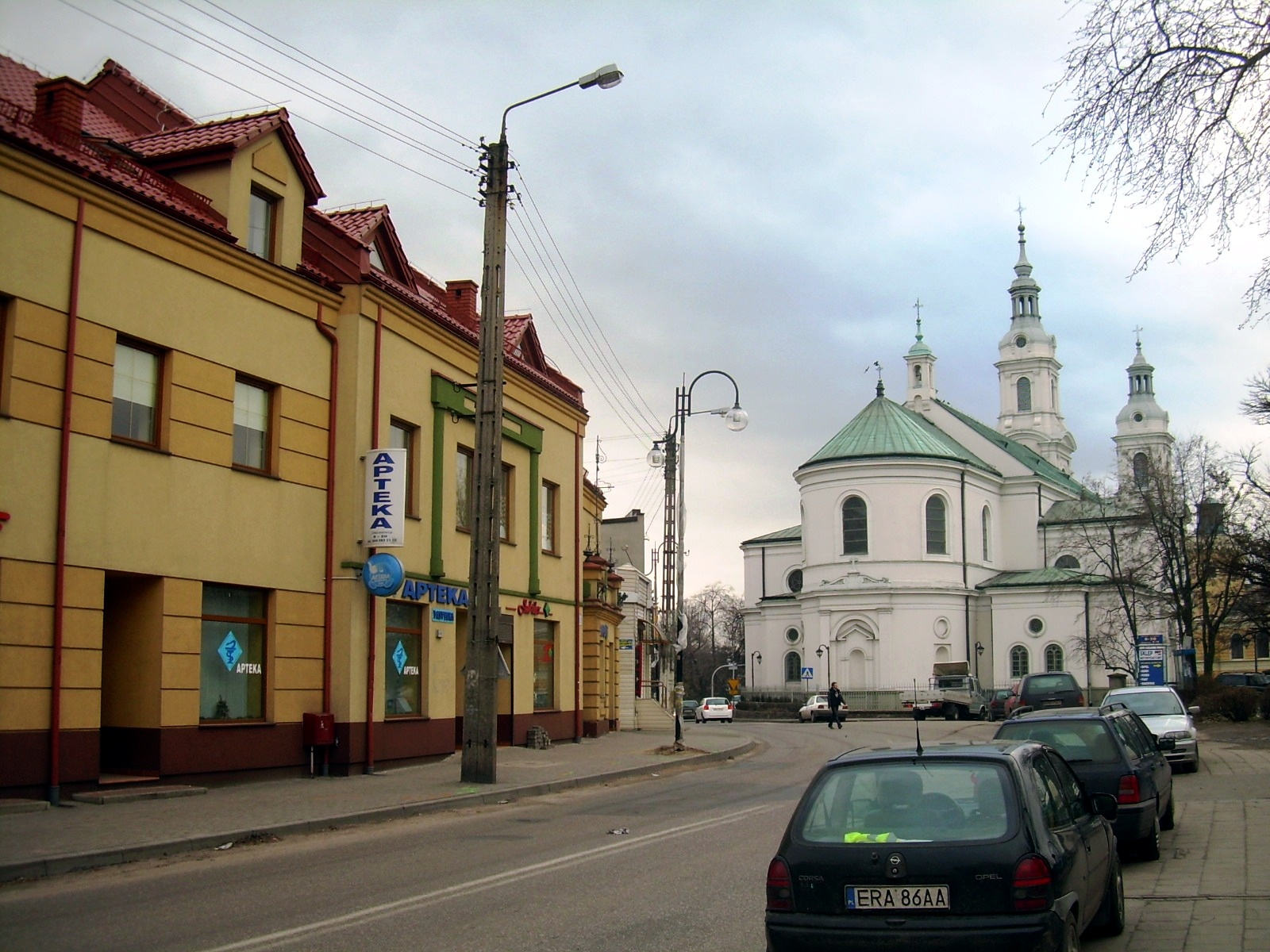
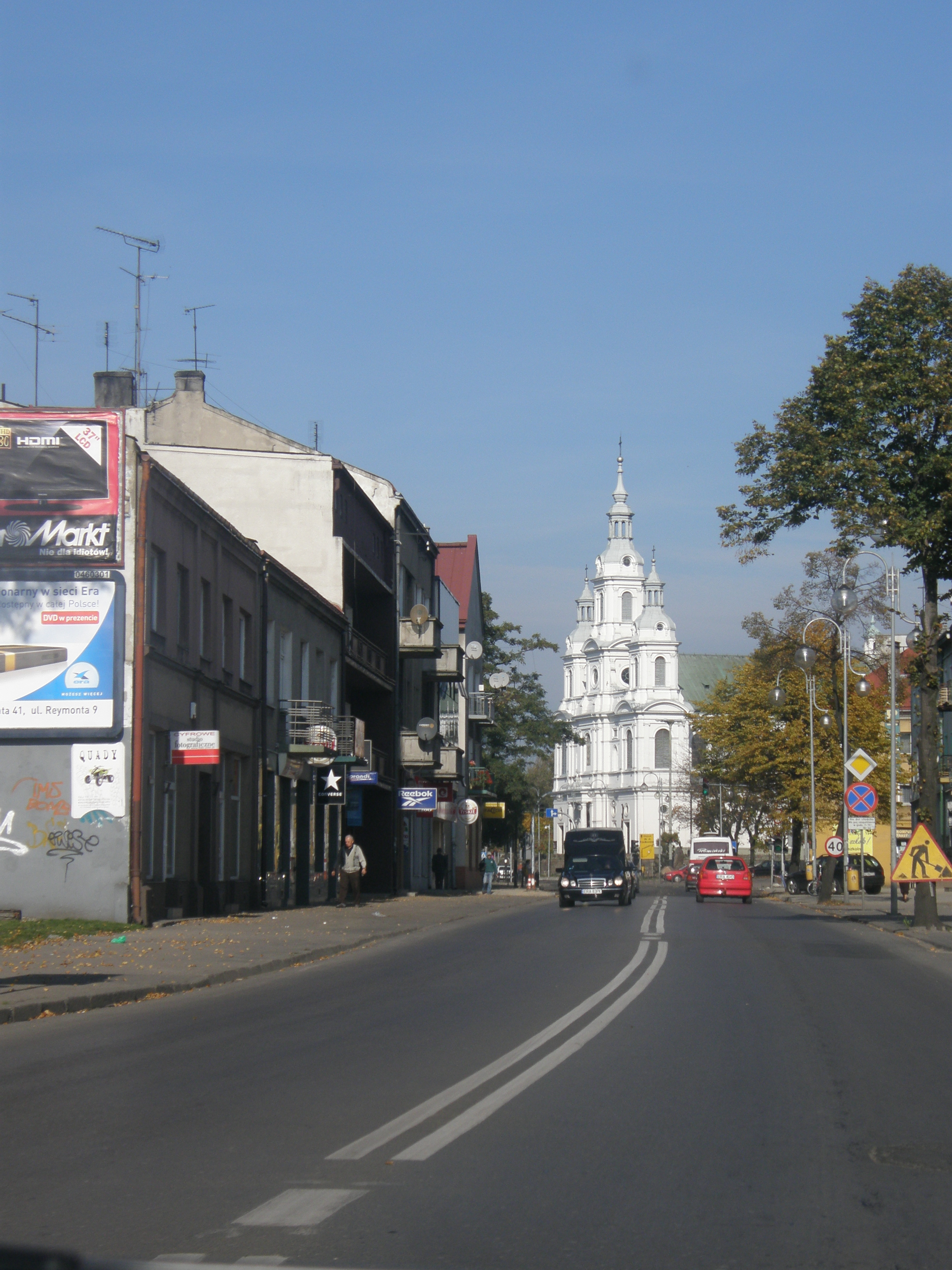
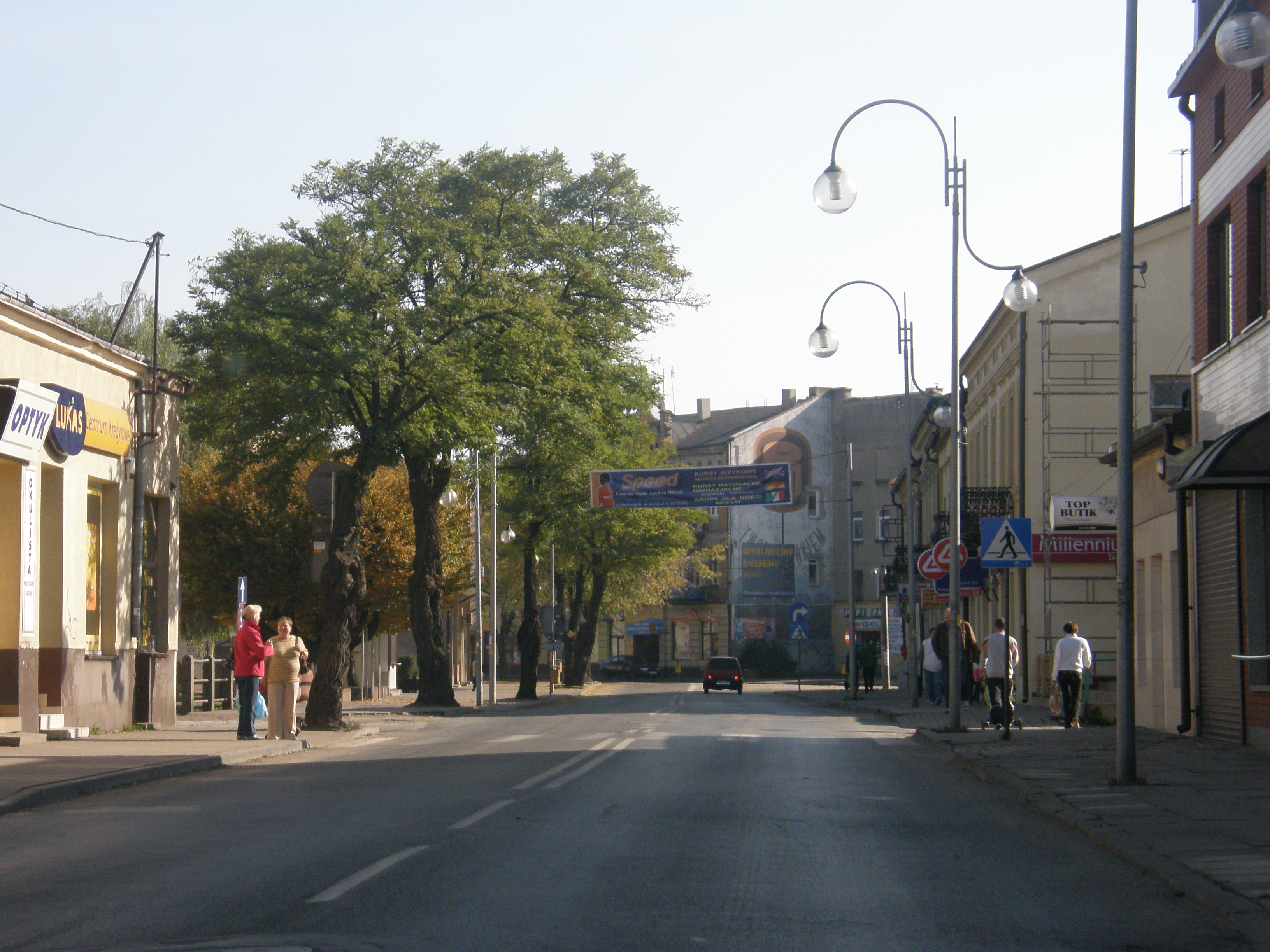
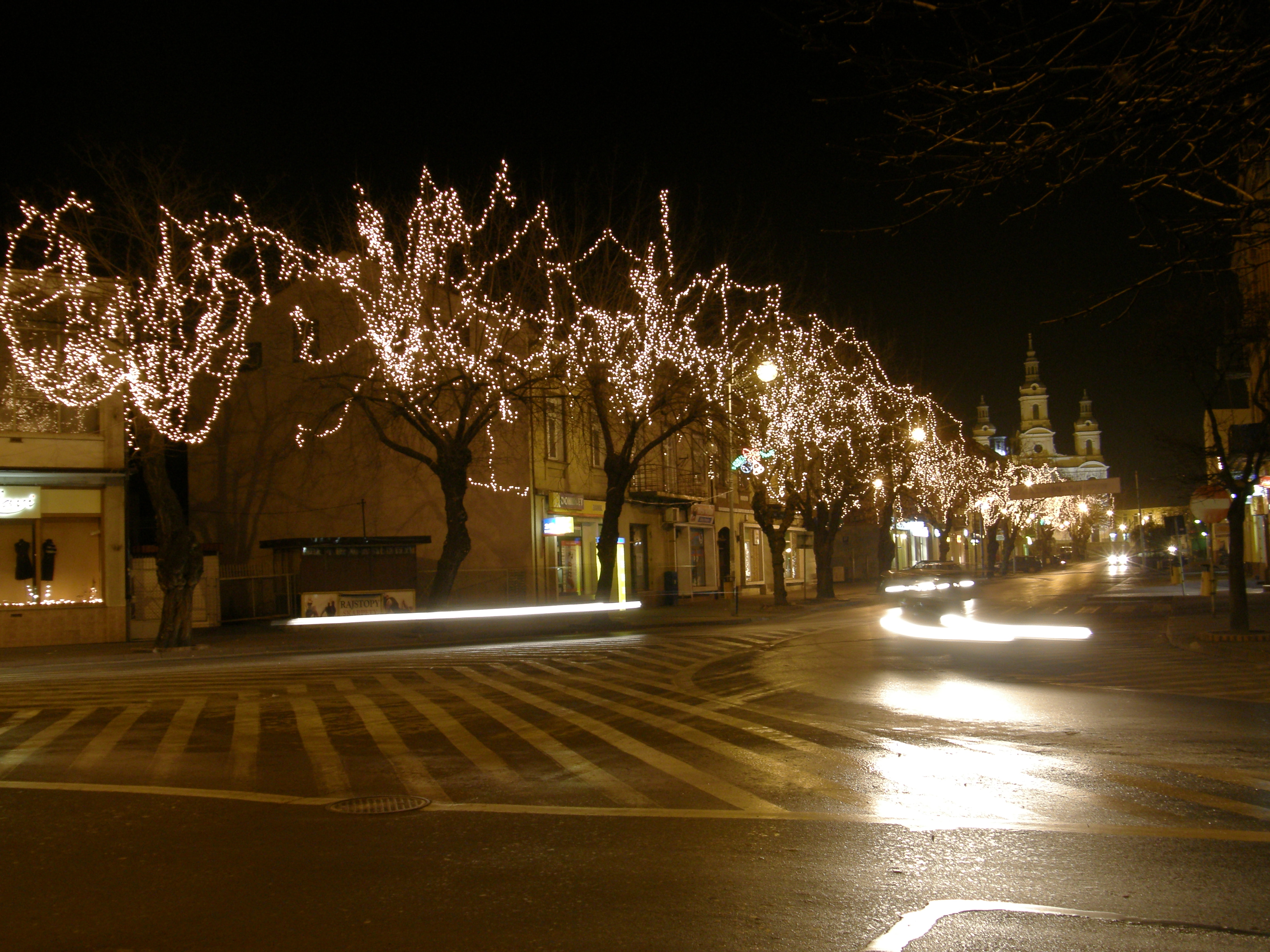
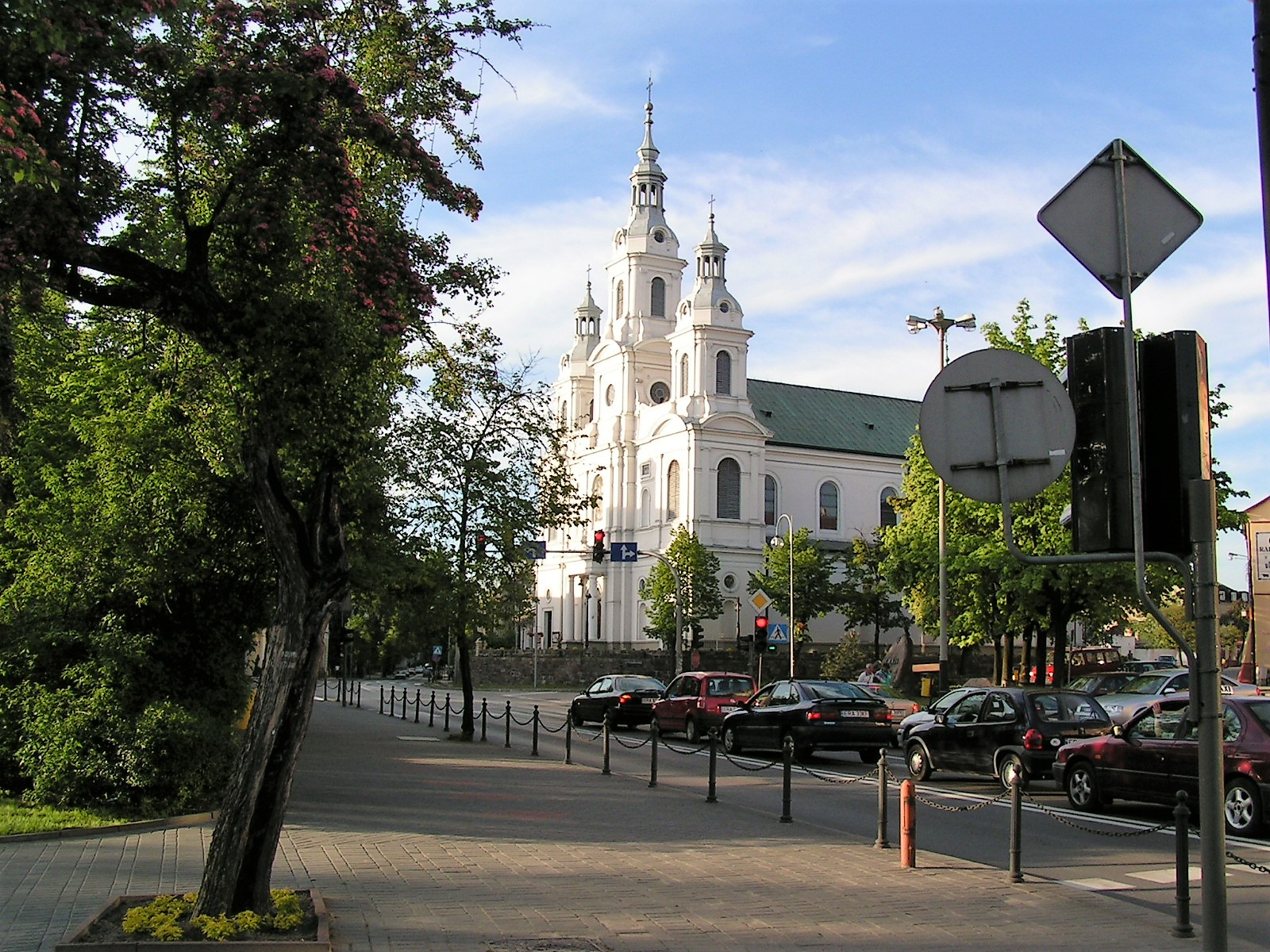
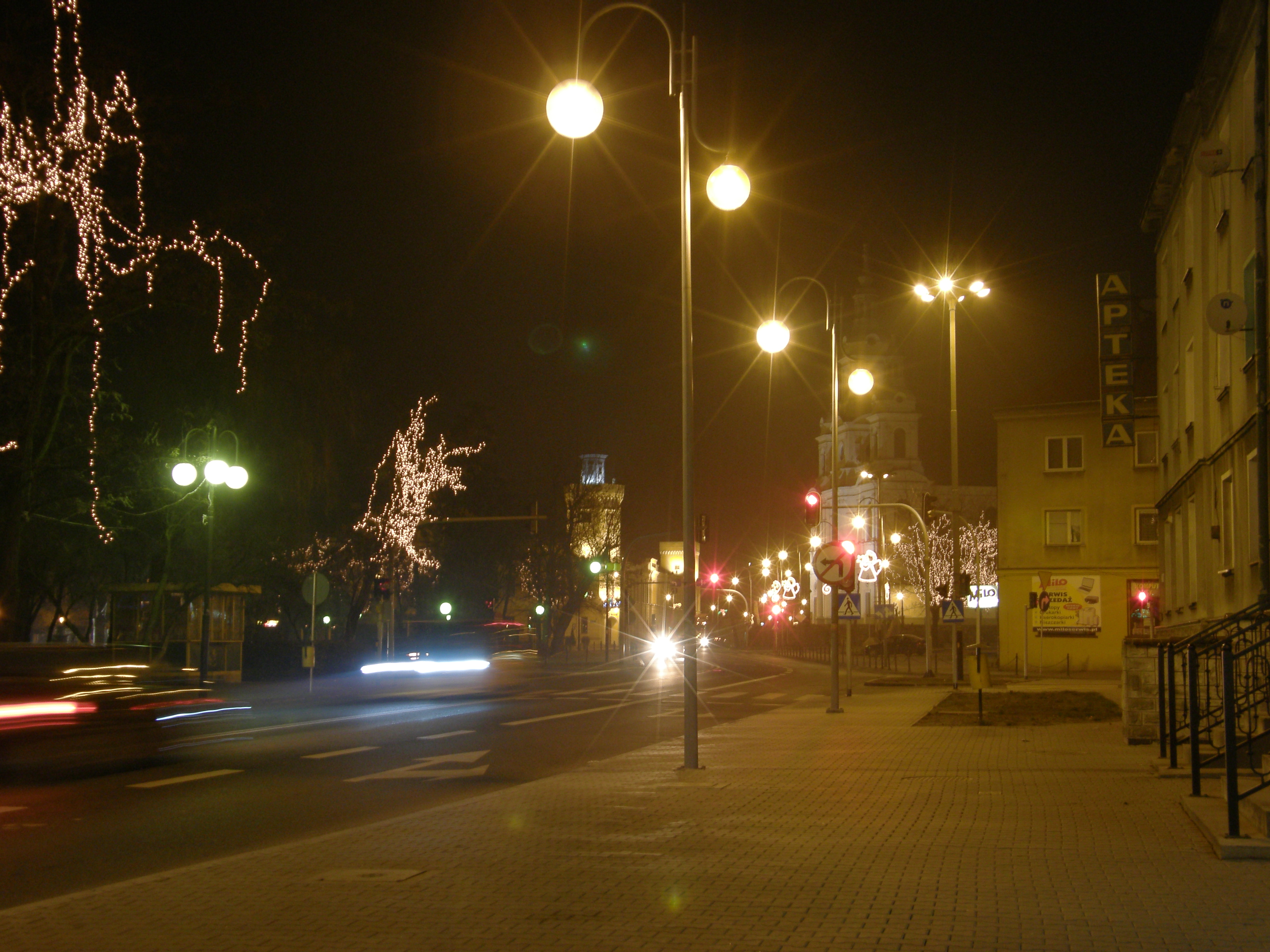
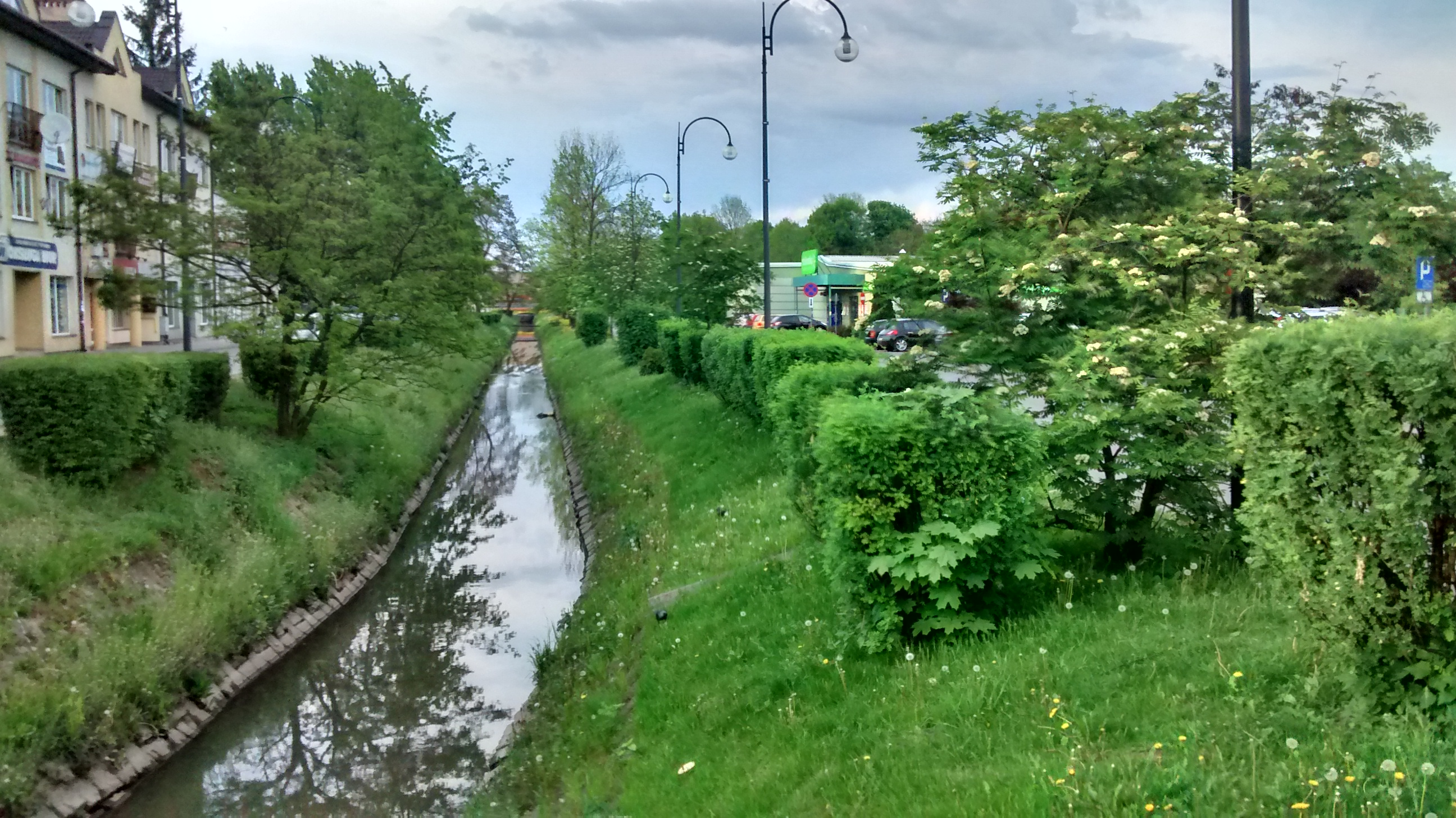
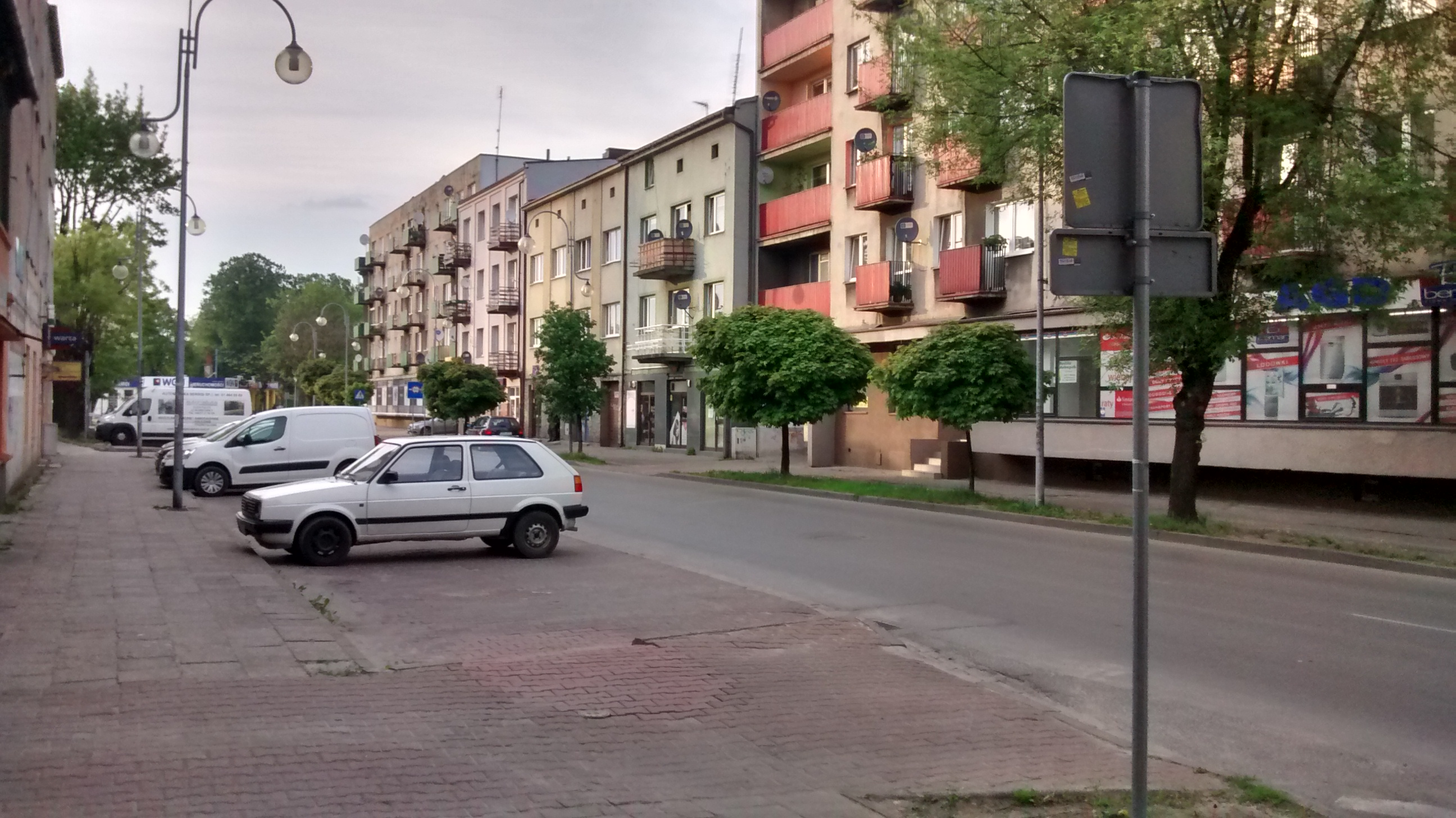
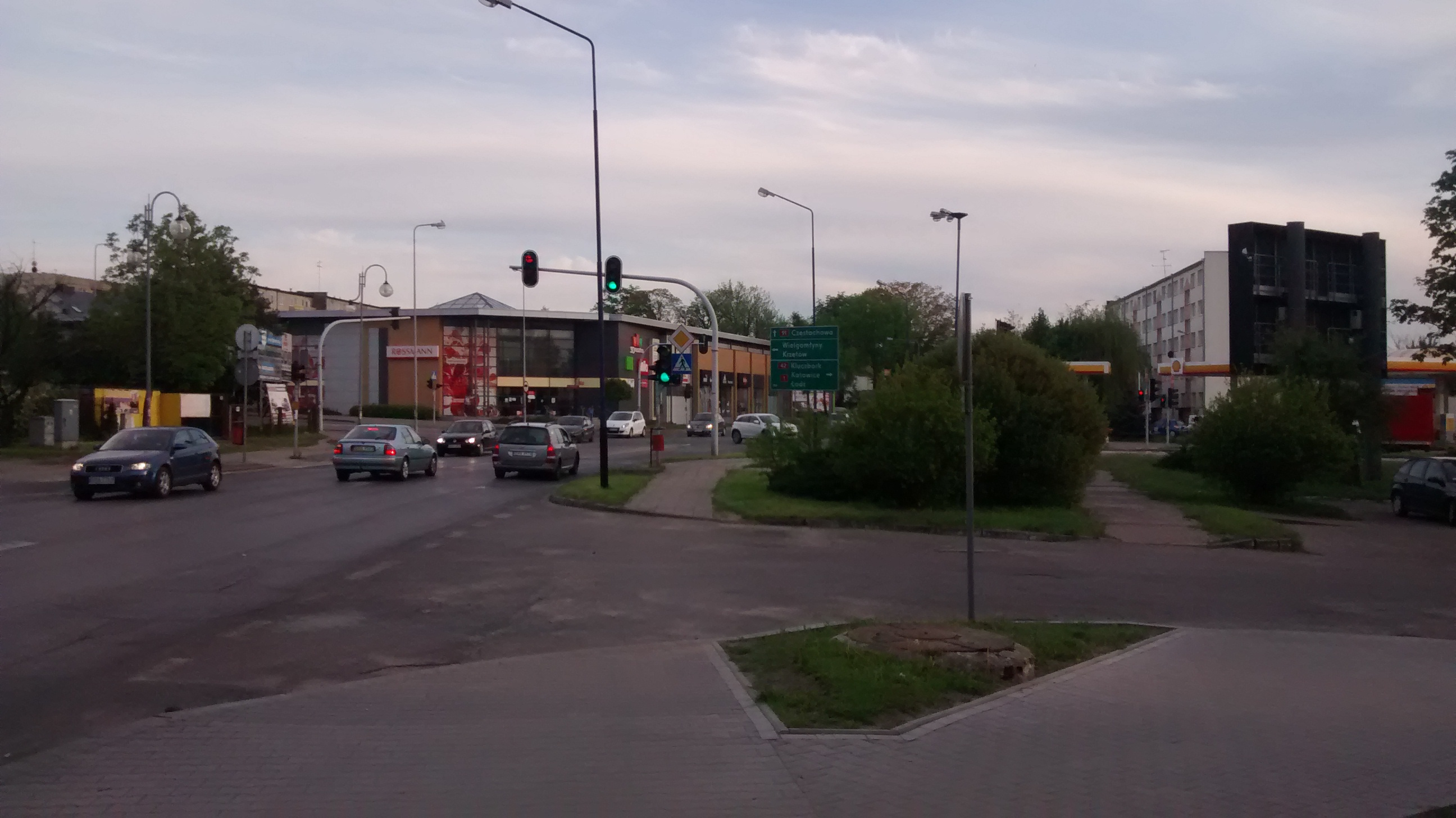
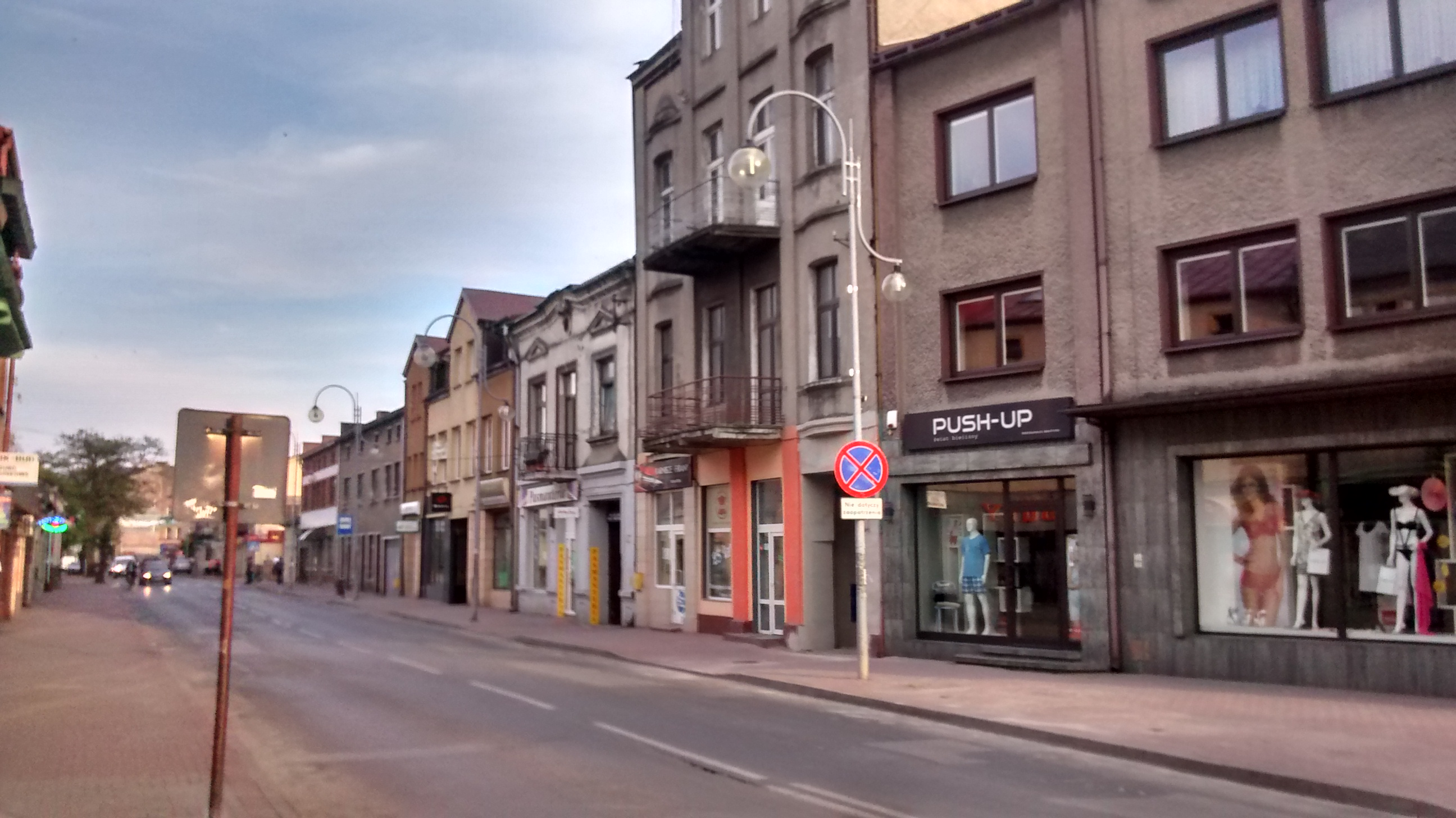
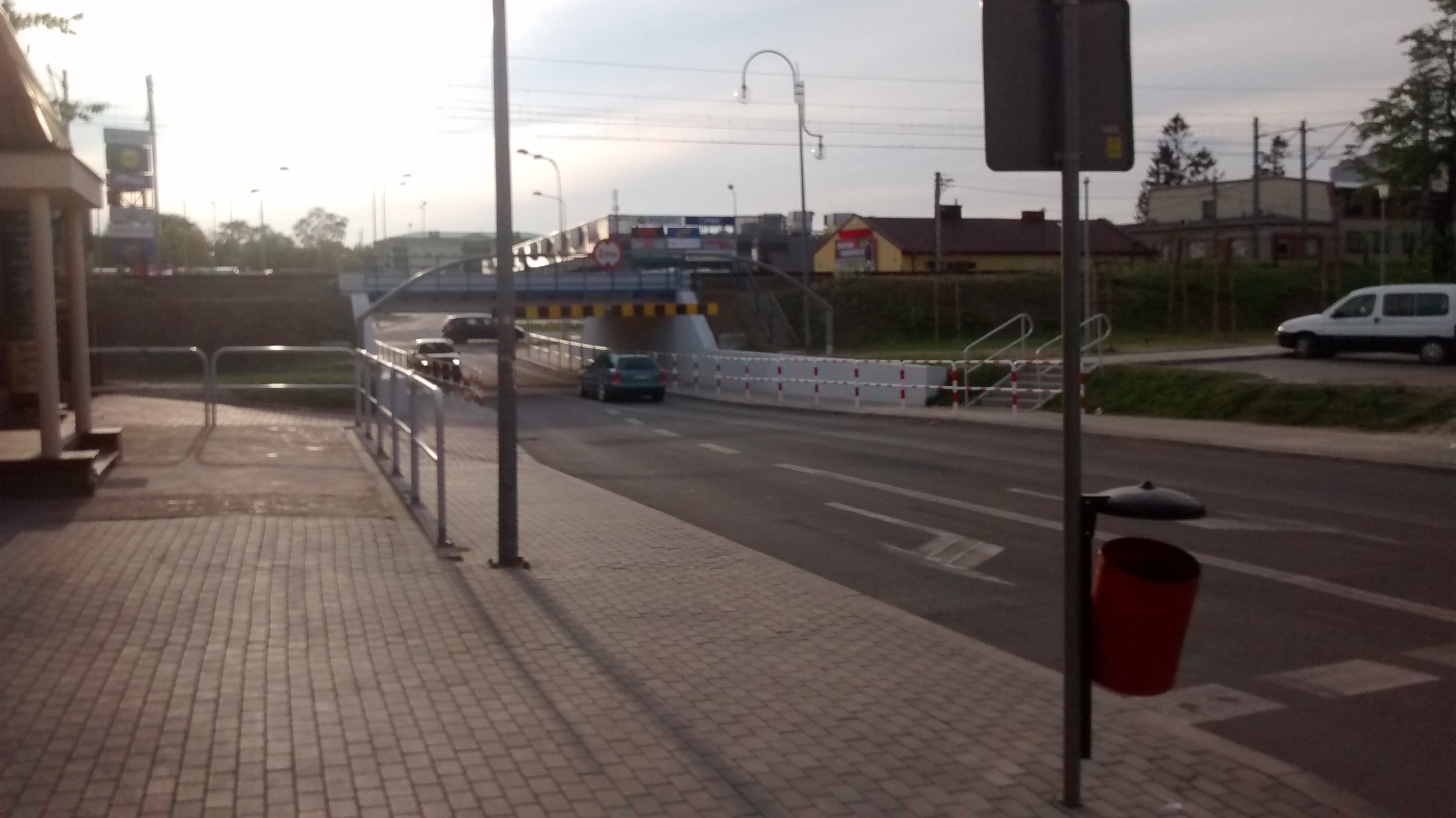
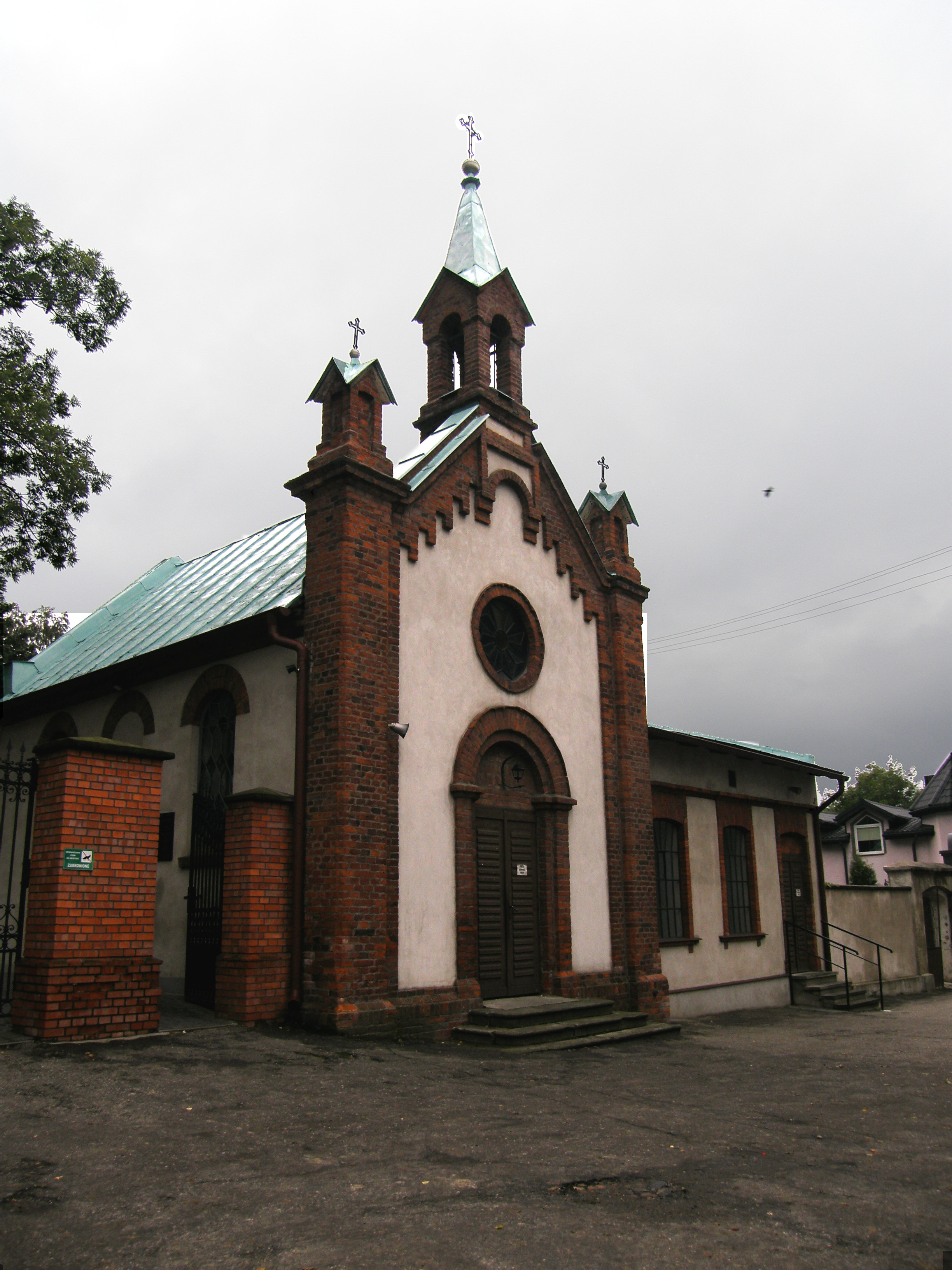
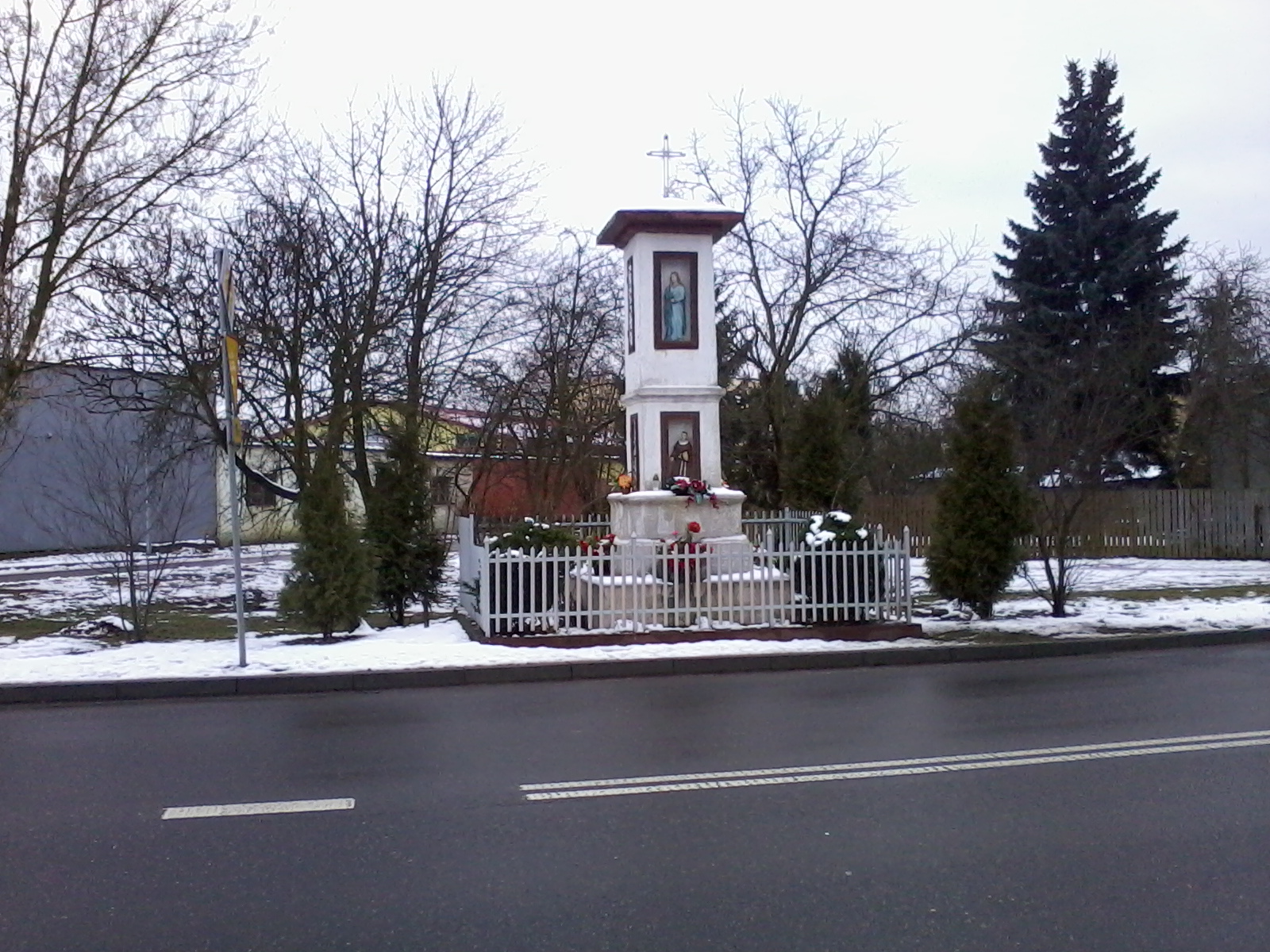
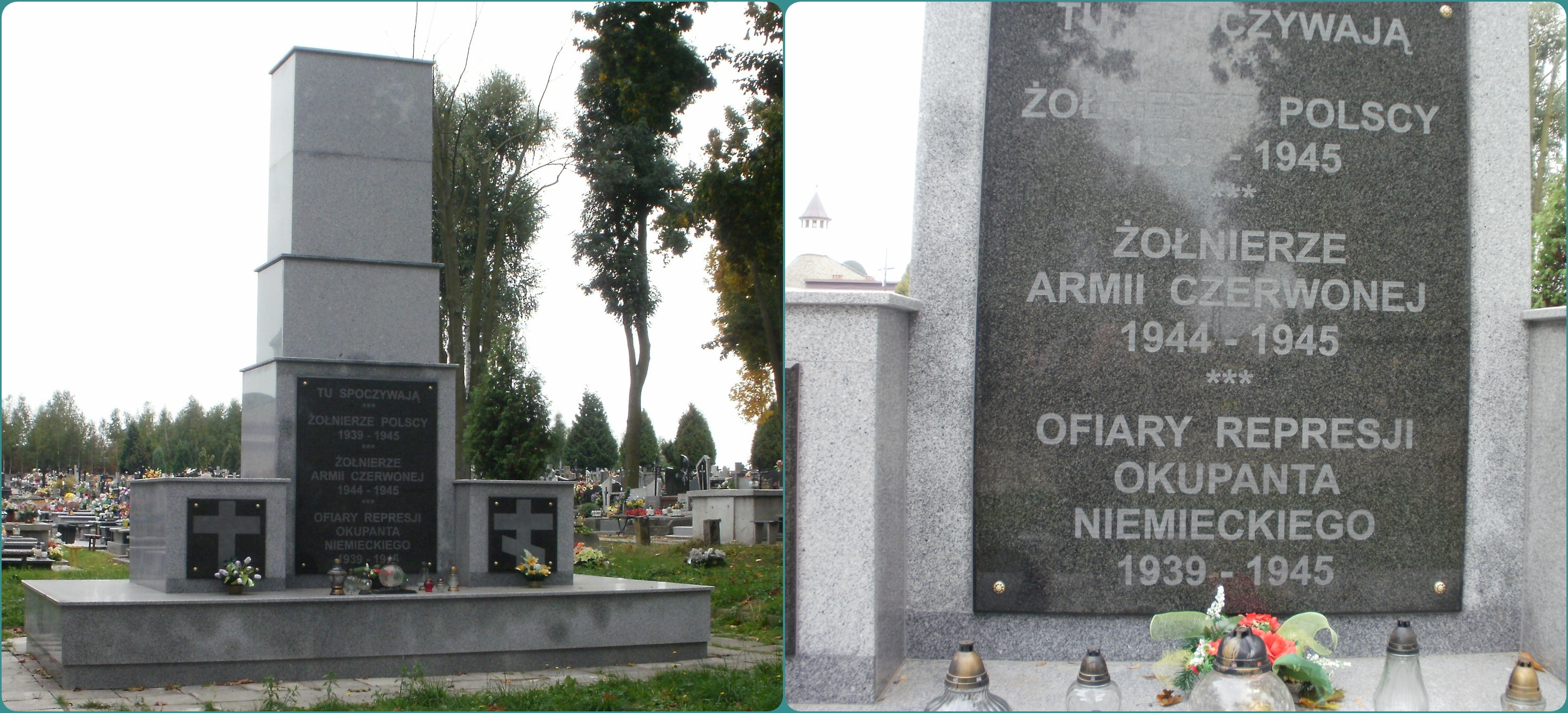
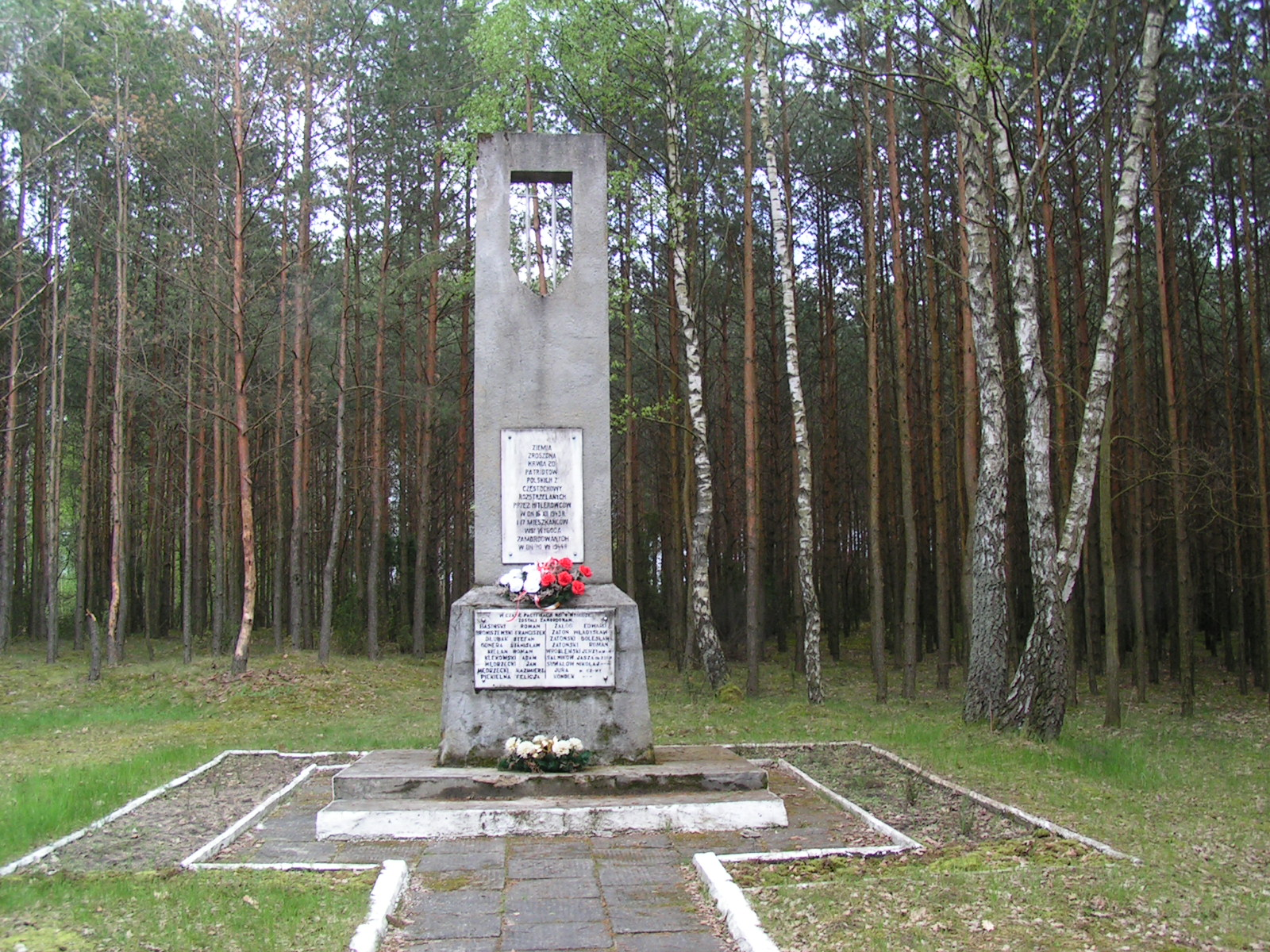
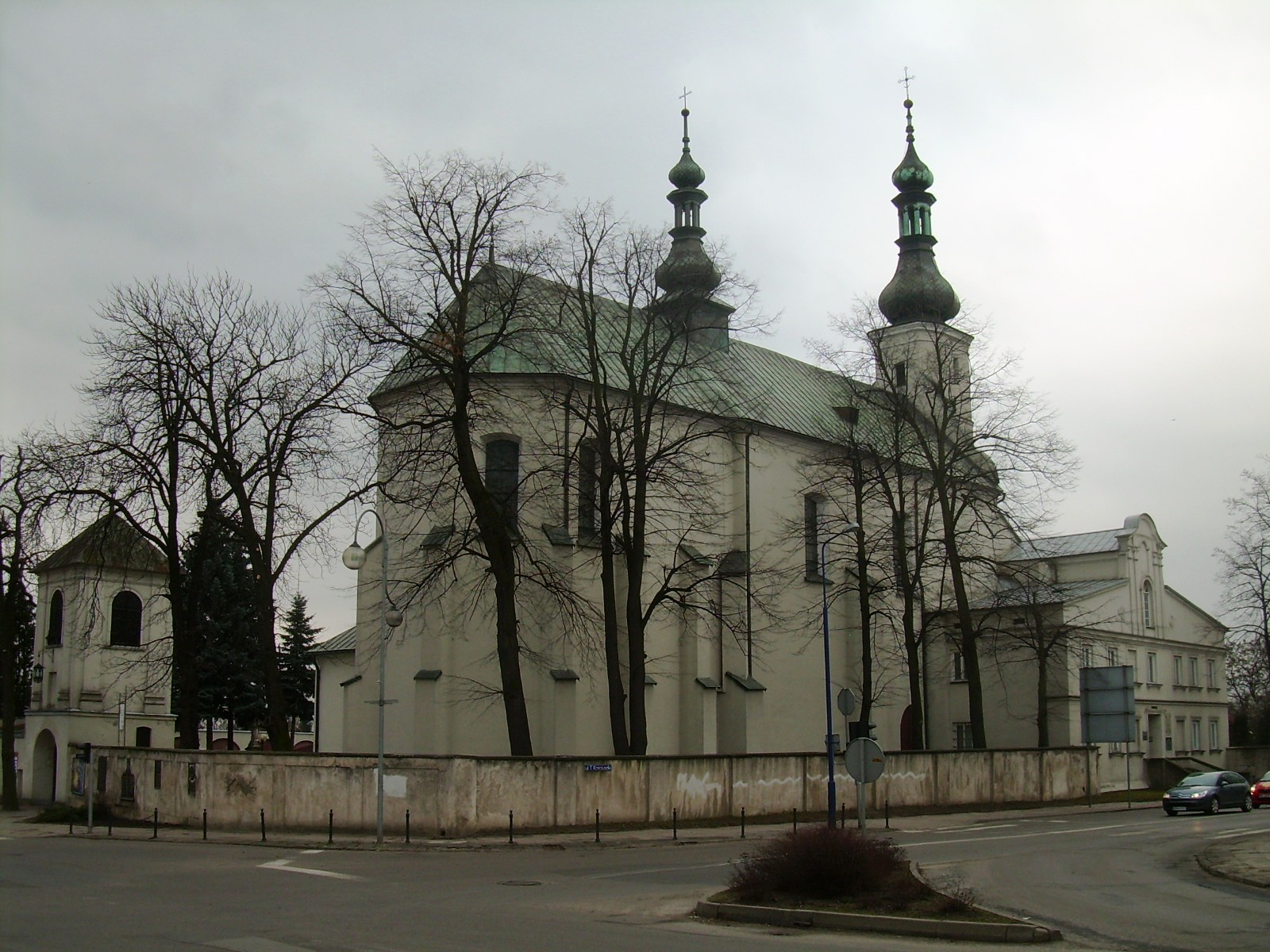
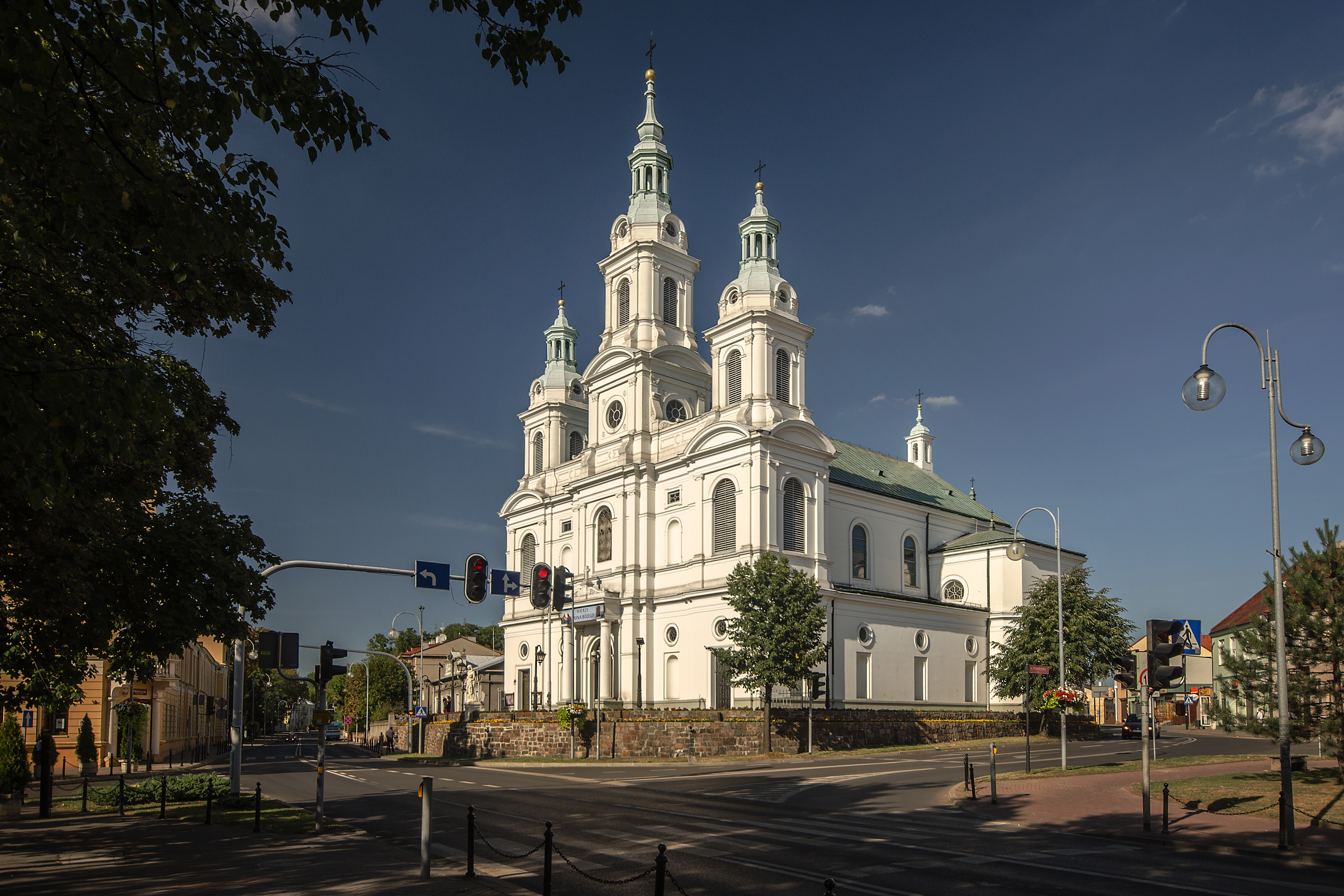
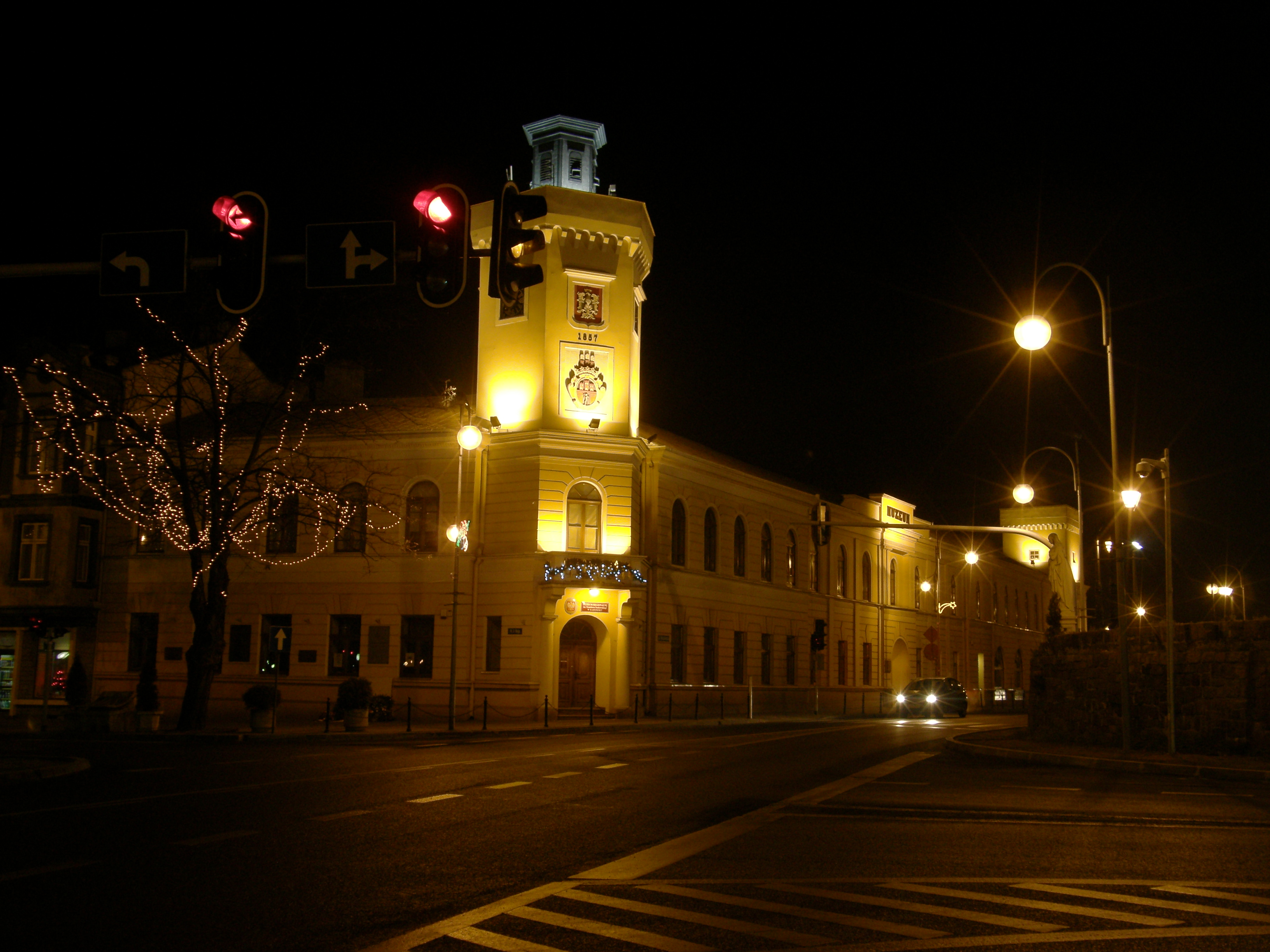

Quelques vues de Radomsko